# Faas Wilkes
Servaas (Faas) Wilkes (Rotterdam, 13 oktober 1923 – aldaar, 15 augustus 2006) was een Nederlandse beroepsvoetballer, die zijn debuut maakte voor het Nederlands voetbalelftal op 10 maart 1946 in de met 6-2 gewonnen interland tegen Luxemburg.
Deze voetballende gentleman wordt gezien als een van de beste en sierlijkste Nederlandse voetballers aller tijden. En als tweebenige dribbelkoning was hij vooral bekend om zijn lange rushes en als raspingelaar. Voor Johan Cruijff was Faas Wilkes het grote voorbeeld. Daarom nodigde deze Wilkes in 1999 uit voor de wedstrijd van het "Oranje van de eeuw."
De stad Rotterdam heeft hem in 1983 de Wolfert van Borselenpenning toegekend. Faas Wilkes overleed op 82-jarige leeftijd in zijn woonplaats Rotterdam aan de gevolgen van een hartstilstand. KNVB-directeur Henk Kesler roemde Wilkes als een monument: "Hij heeft ons land op de internationale voetbalkaart gezet." Cor van der Hart, die bij Fortuna '54 en het Nederlands elftal met Wilkes samenspeelde, zei een goede vriend verloren te hebben: "Faas was altijd vrolijk, echt een fijn mens." Vier maanden later, op 12 december 2006, overleed Van der Hart zelf. 
Bij de opening van het vernieuwde complex van XerxesDZB is het sportpark vernoemd naar deze legendarische voetballer. Vanaf 27 november 2010 heet het complex Sportpark Faas Wilkes.

## De eerste jaren
Faas Wilkes moest van jongs af aan meubelmaker worden om samen met zijn broer het transportbedrijf van zijn vader en oom, verhuizerij Fa. Wilkes & Zoonen (later genaamd A. Wilkes en Zoonen) over te nemen. De verhuizerij was toch niet zijn ding en op 15 december 1940 debuteerde hij bij Xerxes op 17-jarige leeftijd tegen DOS (4-1 verlies). Destijds kwam de club uit in de Eerste Klasse West.
In die tijd kende de Nederlandse voetbalwereld geen profs, maar Wilkes wilde toch met voetballen zijn geld verdienen. Wilkes en zijn broer Leen die doelman was bij Xerxes verhuisden in september 1946 naar MVV in ruil voor twee Bedford vrachtwagens. In de amateurvoetbalwereld van toen was dat een schande en Wilkes kreeg een speelverbod opgelegd van een jaar. Wilkes en zijn broer hebben hier toen van afgezien en het seizoen 1946/47 speelde hij toch voor Xerxes.

## Naar het buitenland
In 1949 kreeg Faas Wilkes dan eindelijk waar hij naar op zoek was, een club waar hij geld kon verdienen met voetbal. Internazionale bood hem een contract aan ter waarde van 60.000 gulden per jaar. Hij was na Gerrit Keizer (Engeland), Beb Bakhuijs en Gerrit Vreeken (beiden Frankrijk) de vierde bekende Nederlandse voetballer die in het buitenland ging spelen. Maar dit was de eerste echte grote transfer van een Nederlandse voetballer naar een buitenlandse topclub. De KNVB was hier echter niet blij mee en sloot Wilkes vanwege zijn prof-status voor een aantal jaar uit van het Nederlands elftal. Bij de begrafenis van Wilkes betuigde KNVB-voorzitter Jeu Sprengers hierover zijn spijt.

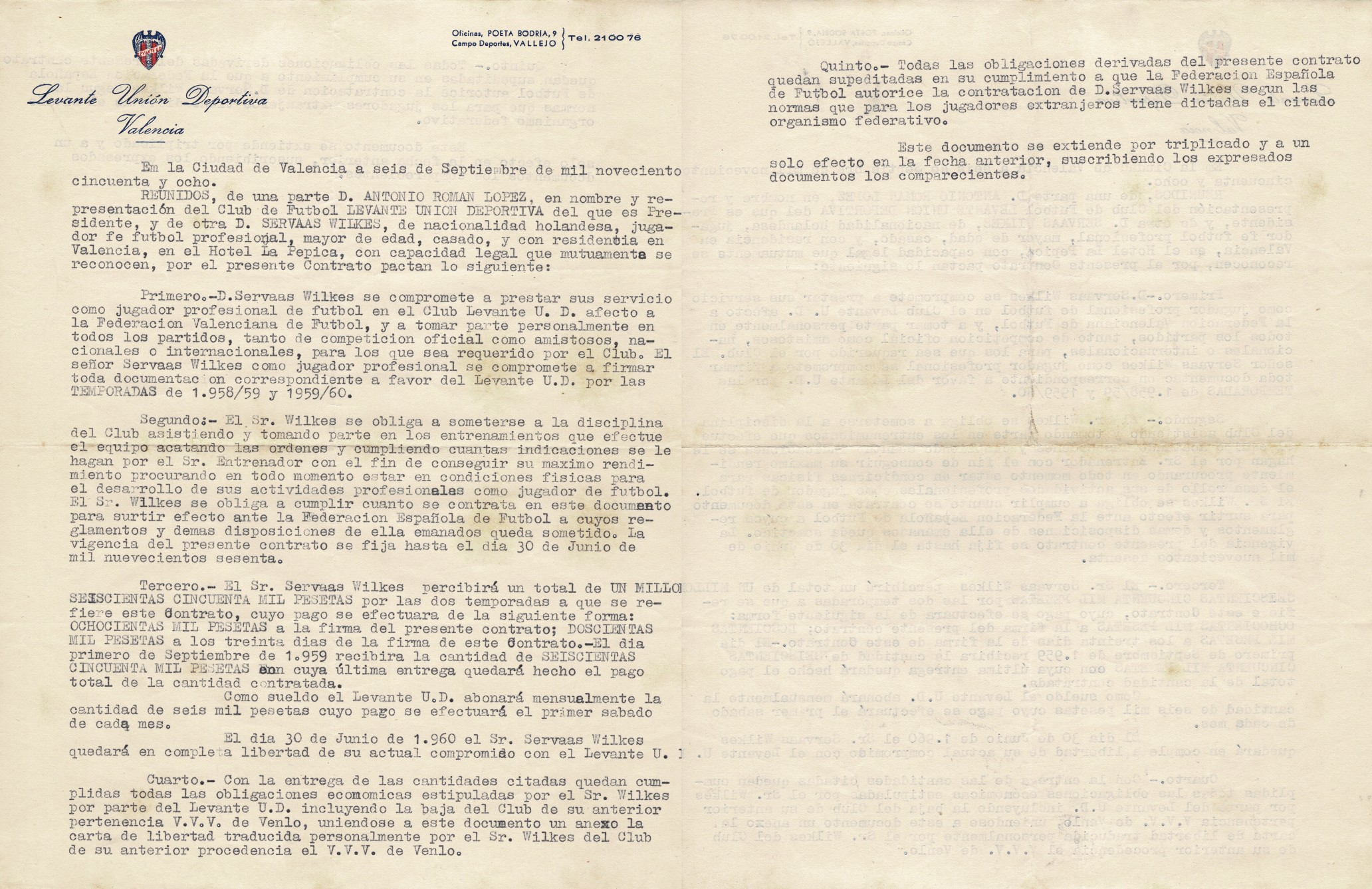
Faas Wilkes' contract bij Levante

In Italië spraken zijn speelstijl en uiterlijk de fans meteen aan en Wilkes werd al snel de sterspeler van Internazionale. Hij kreeg er de bijnaam "Il Tulipano" (De Tulp). Halverwege 1952 kocht Torino hem weg bij Internazionale. Door een knieblessure echter werd het bij Torino een teleurstellend jaar, waarna Wilkes vertrok naar het Spaanse Valencia. Bij deze Spaanse club bloeide hij weer helemaal op en werd hij na een wedstrijd op de schouders van de supporters door de stad gedragen als eerbetoon voor zijn optreden. Samen met twee andere buitenlanders, Alfredo Di Stéfano (Real Madrid) en Ladislao Kubala (FC Barcelona), groeide hij uit tot een van de meest legendarische voetballers in het Spanje van die tijd.
Nog tijdens zijn voetbalcarrière werd de (achter)naam van Faas Wilkes vereeuwigd door striptekenaar Henk Sprenger, die de figuur Kick Wilstra creëerde, een naam samengesteld uit de namen van Kick Smit, Wilkes en Abe Lenstra.

## Terug in Nederland
Mede door gezondheidsproblemen keerde Wilkes in 1956 terug naar Nederland. Hij koos voor VVV uit Venlo omdat men daar bereid was hem een jaarsalaris van 50.000 gulden te betalen. VVV moest tevens een transfersom van 100.000 gulden betalen. Na twee seizoenen kon VVV hem niet langer betalen en kocht Wilkes zich voor een bedrag van 40.000 gulden vrij zodat hij kon vertrekken naar het Spaanse Levante in Valencia. Na een jaar in Valencia speelde Wilkes nog drie seizoenen voor Fortuna '54 en op 38-jarige leeftijd verliet hij Fortuna voor zijn eerste liefde Xerxes, waar hij op zijn 40e jaar in 1964 afscheid nam van het voetbal. Na zijn voetbalcarrière dreef hij met zijn vrouw (dochter van de Surinaamse minister Adolf Brakke) een modezaak in Rotterdam.

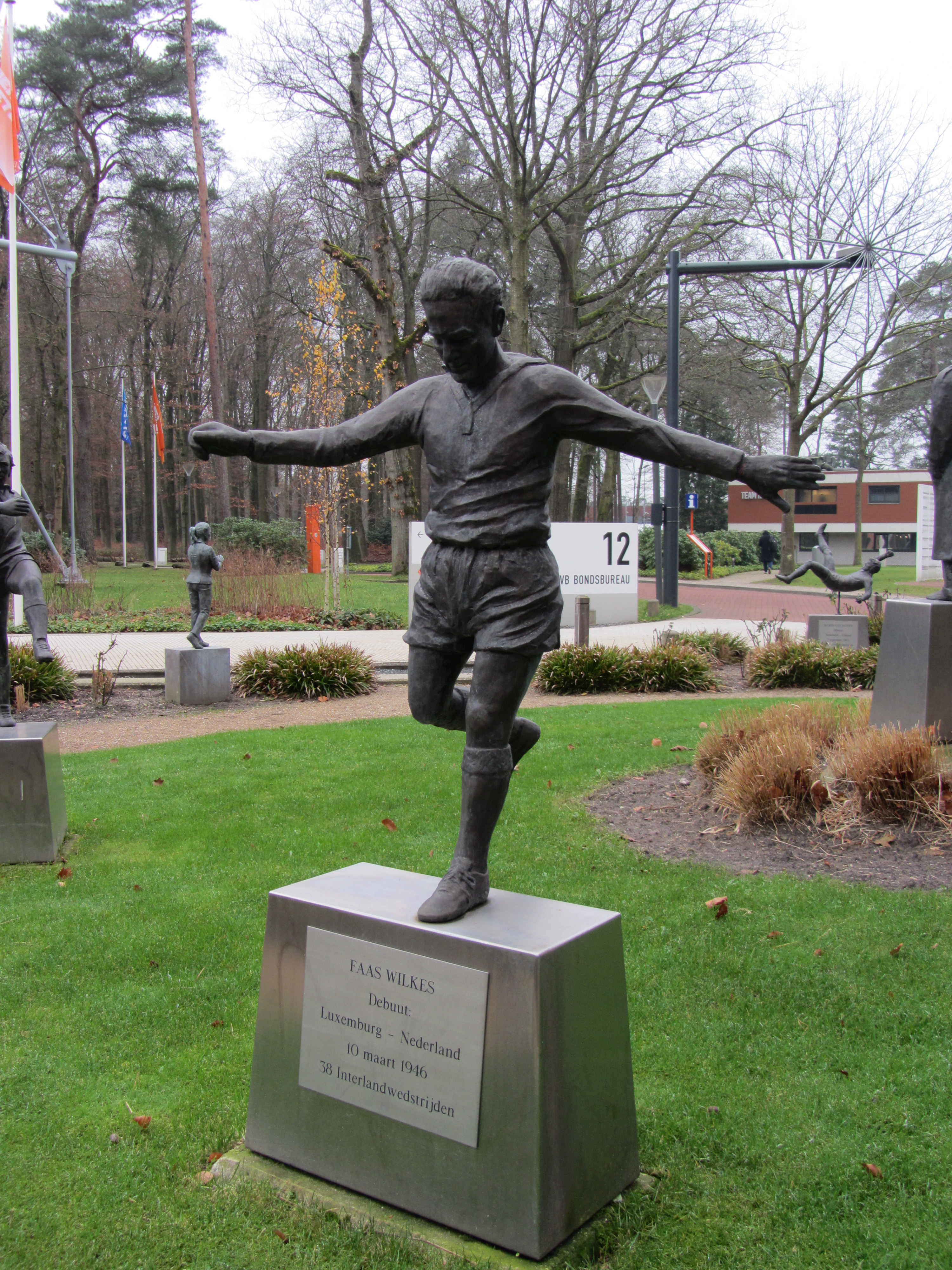
Standbeeld van Faas Wilkes op de KNVB campus

### Clubstatistieken
| Seizoen | Club           | Land      | Competitie                | Wed. | Goals |
| ------- | -------------- | --------- | ------------------------- | ---- | ----- |
| 1940/41 | Xerxes         | Nederland | Eerste klasse West II     | 1    | 0     |
| 1941/42 | Xerxes         | Nederland | Eerste klasse West I      | 18   | 8     |
| 1942/43 | Xerxes         | Nederland | Eerste klasse West I      | 18   | 10    |
| 1943/44 | Xerxes         | Nederland | Eerste klasse West I      | 18   | 12    |
| 1945/46 | Xerxes         | Nederland | Eerste klasse West I      | 20   | 16    |
| 1946/47 | Xerxes         | Nederland | Eerste klasse West II     | 17   | 17    |
| 1947/48 | Xerxes         | Nederland | Eerste klasse West I      | 19   | 10    |
| 1948/49 | Xerxes         | Nederland | Eerste klasse West I      | 16   | 16    |
| 1949/50 | Internazionale | Italië    | Serie A                   | 34   | 17    |
| 1950/51 | Internazionale | Italië    | Serie A                   | 38   | 23    |
| 1951/52 | Internazionale | Italië    | Serie A                   | 23   | 7     |
| 1952/53 | Torino         | Italië    | Serie A                   | 12   | 1     |
| 1953/54 | Valencia       | Spanje    | Primera División          | 28   | 18    |
| 1954/55 | Valencia       | Spanje    | Primera División          | 15   | 9     |
| 1955/56 | Valencia       | Spanje    | Primera División          | 19   | 11    |
| 1956/57 | VVV            | Nederland | Eredivisie                | 30   | 8     |
| 1957/58 | VVV            | Nederland | Eredivisie                | 34   | 15    |
| 1958/59 | Levante        | Spanje    | Segunda División - Gr. II | 34   | 20    |
| 1959/60 | Fortuna '54    | Nederland | Eredivisie                | 34   | 15    |
| 1960/61 | Fortuna '54    | Nederland | Eredivisie                | 20   | 4     |
| 1961/62 | Fortuna '54    | Nederland | Eredivisie                | 31   | 13    |
| 1962/63 | Xerxes         | Nederland | Tweede divisie B          | 28   | 10    |
| 1963/64 | Xerxes         | Nederland | Tweede divisie B          | 19   | 9     |
| Totaal  | Totaal         | Totaal    | Totaal                    | 528  | 269   |

## Nederlands elftal

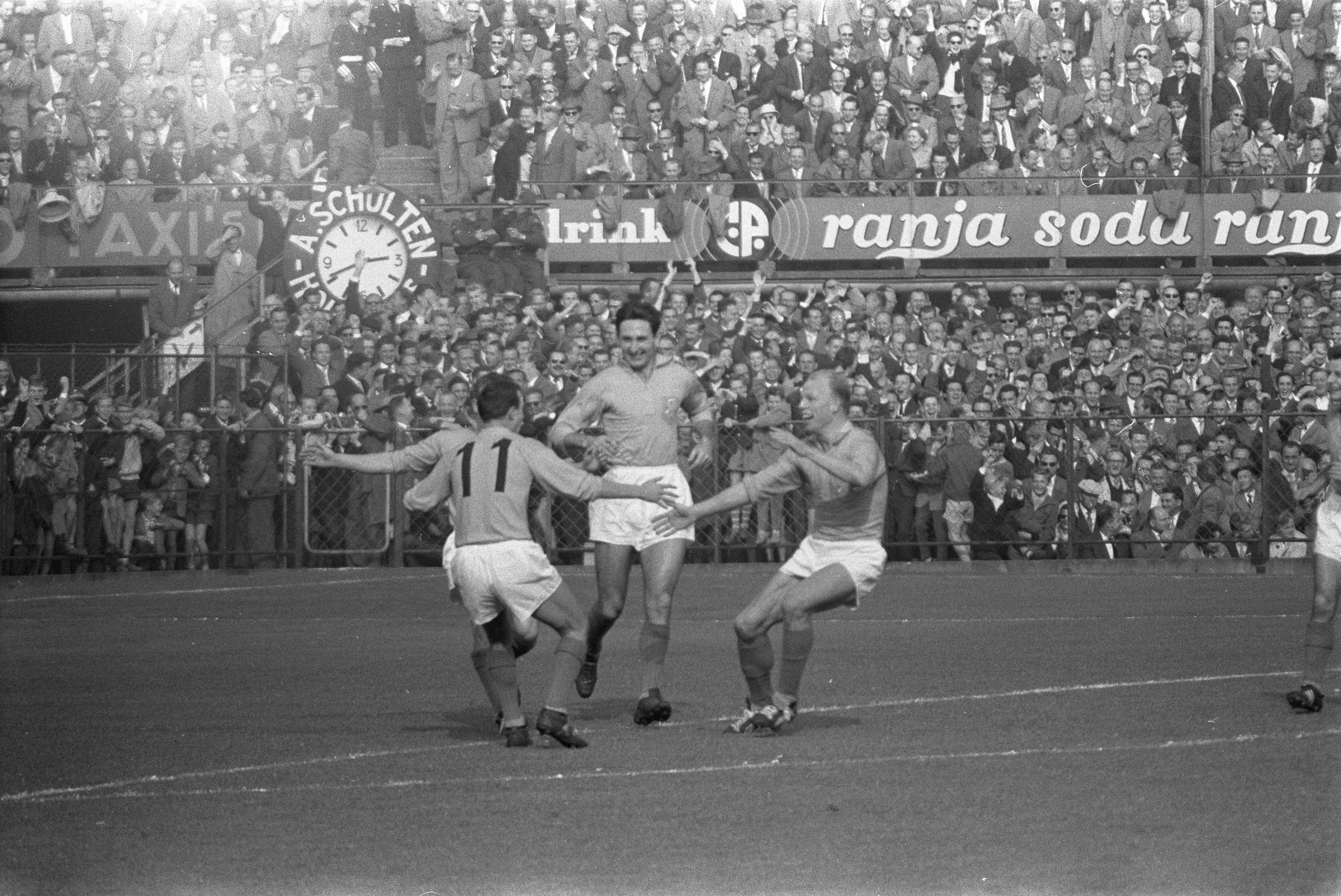
Wilkes (midden) nadat hij scoorde in de interland tegen België in 1959.

Wilkes debuteerde op 10 maart 1946 voor het Nederlands elftal in een wedstrijd tegen Luxemburg. Deze wedstrijd werd door Nederland gewonnen met 2 - 6, mede dankzij vier doelpunten van Wilkes. Dit is een evenaring van het record van Eddy de Neve, die tijdens de eerste interland van Nederland tegen België ook vier keer scoorde.
De behendige dribbelaar kwam 38 keer uit voor het Nederlands elftal, waarvoor hij in totaal 35 keer scoorde. Dit aantal goals had veel hoger kunnen zijn als hij tussen 1949 en 1956 gewoon voor Oranje had mogen uitkomen. Pas toen het profvoetbal in Nederland enigszins werd ingevoerd, was hij weer welkom als international. Toch is hij met dat aantal lange tijd, van 4 november 1959 tot 4 juli 1998, recordhouder gebleven. Dennis Bergkamp loste hem uiteindelijk af als recordhouder. Wilkes speelde op zijn 37ste z'n laatste interland op 14 mei 1961 in Leipzig de WK kwalificatie interland tegen West Duitsland de uitslag van die wedstrijd was 1-1.
Samen met Abe Lenstra en Kees Rijvers vormde Wilkes in Oranje wat destijds het Gouden Binnentrio werd genoemd. Van de tien interlands die zij samen speelden werd er slechts één verloren.
Faas Wilkes was een technisch zeer begaafd speler, die het liefst de bal bij zich hield. Dat leidde ooit tot de verzuchting van Lenstra dat voetbal toch echt met elf tegen elf werd gespeeld, waar Wilkes op antwoordde: "Abe, als ik er vier voorbij ben, is het nog maar zeven tegen elf."

### Interlandstatistieken
| Interlands van Faas Wilkes | Interlands van Faas Wilkes | Interlands van Faas Wilkes                 | Interlands van Faas Wilkes | Interlands van Faas Wilkes | Interlands van Faas Wilkes |
| №                          | Datum                      | Wedstrijd                                  | Uitslag                    | Competitie                 | Goals                      |
| Als speler van Xerxes      | Als speler van Xerxes      | Als speler van Xerxes                      | Als speler van Xerxes      | Als speler van Xerxes      | Als speler van Xerxes      |
| -------------------------- | -------------------------- | ------------------------------------------ | -------------------------- | -------------------------- | -------------------------- |
| 1                          | 10 maart 1946              | Luxemburg – Nederland                      | 2 – 6                      | Vriendschappelijk          | 4                          |
| 2                          | 12 mei 1946                | Nederland – België                         | 6 – 3                      | Vriendschappelijk          | 3                          |
| 3                          | 30 mei 1946                | België – Nederland                         | 2 – 2                      | Vriendschappelijk          | 2                          |
| 4                          | 27 november 1946           | Engeland – Nederland                       | 8 – 2                      | Vriendschappelijk          | 0                          |
| 5                          | 7 april 1947               | Nederland – België                         | 2 – 1                      | Vriendschappelijk          | 0                          |
| 6                          | 4 mei 1947                 | België – Nederland                         | 1 – 2                      | Vriendschappelijk          | 0                          |
| 7                          | 26 mei 1947                | Frankrijk – Nederland                      | 4 – 0                      | Vriendschappelijk          | 0                          |
| 8                          | 21 september 1947          | Nederland – Zwitserland                    | 6 – 2                      | Vriendschappelijk          | 2                          |
| 9                          | 14 maart 1948              | België – Nederland                         | 1 – 1                      | Vriendschappelijk          | 0                          |
| 10                         | 18 april 1948              | Nederland – België                         | 2 – 2                      | Vriendschappelijk          | 0                          |
| 11                         | 26 mei 1948                | Noorwegen – Nederland                      | 1 – 2                      | Vriendschappelijk          | 0                          |
| 12                         | 9 juni 1948                | Nederland – Zweden                         | 1 – 0                      | Vriendschappelijk          | 1                          |
| 13                         | 26 juli 1948               | Ierland – Nederland                        | 1 – 3                      | OS 1948                    | 2                          |
| 14                         | 31 juli 1948               | Verenigd Koninkrijk – Nederland            | 4 – 3                      | OS 1948                    | 1                          |
| 15                         | 13 maart 1949              | Nederland – België                         | 3 – 3                      | Vriendschappelijk          | 0                          |
| 16                         | 23 april 1949              | Nederland – Frankrijk                      | 4 – 1                      | Vriendschappelijk          | 1                          |
| 17                         | 12 juni 1949               | Denemarken – Nederland                     | 1 – 2                      | Vriendschappelijk          | 1                          |
| 18                         | 16 juni 1949               | Finland – Nederland                        | 1 – 4                      | Vriendschappelijk          | 0                          |
| Als speler van Valencia    |                            |                                            |                            |                            |                            |
| 19                         | 13 maart 1955              | Nederland – Denemarken                     | 1 – 1                      | Vriendschappelijk          | 0                          |
| 20                         | 1 mei 1955                 | Ierland – Nederland                        | 1 – 0                      | Vriendschappelijk          | 0                          |
| 21                         | 19 mei 1955                | Nederland – Zwitserland                    | 4 – 1                      | Vriendschappelijk          | 2                          |
| 22                         | 6 juni 1956                | Nederland – Saarland                       | 3 – 2                      | Vriendschappelijk          | 1                          |
| Als speler van VVV         |                            |                                            |                            |                            |                            |
| 23                         | 30 januari 1957            | Spanje – Nederland                         | 5 – 1                      | Vriendschappelijk          | 0                          |
| 24                         | 3 april 1957               | Nederland – West-Duitsland                 | 1 – 2                      | Vriendschappelijk          | 1                          |
| 25                         | 26 mei 1957                | Oostenrijk – Nederland                     | 3 – 2                      | WK-kwalificatie            | 0                          |
| 26                         | 11 september 1957          | Luxemburg – Nederland                      | 2 – 5                      | WK-kwalificatie            | 1                          |
| 27                         | 25 september 1957          | Nederland – Oostenrijk                     | 1 – 1                      | WK-kwalificatie            | 0                          |
| 28                         | 17 november 1957           | Nederland – België                         | 5 – 2                      | Vriendschappelijk          | 2                          |
| 29                         | 13 april 1958              | België – Nederland                         | 2 – 7                      | Vriendschappelijk          | 2                          |
| 30                         | 23 april 1958              | Nederland – Curaçao                        | 8 – 1                      | Vriendschappelijk          | 2                          |
| 31                         | 4 mei 1958                 | Nederland – Turkije                        | 1 – 2                      | Vriendschappelijk          | 1                          |
| 32                         | 28 mei 1958                | Noorwegen – Nederland                      | 0 – 0                      | Vriendschappelijk          | 0                          |
| Als speler van Fortuna '54 |                            |                                            |                            |                            |                            |
| 33                         | 4 oktober 1959             | Nederland – België                         | 9 – 1                      | Vriendschappelijk          | 3                          |
| 34                         | 21 oktober 1959            | West-Duitsland – Nederland                 | 7 – 0                      | Vriendschappelijk          | 0                          |
| 35                         | 4 november 1959            | Nederland – Noorwegen                      | 7 – 1                      | Vriendschappelijk          | 2                          |
| 36                         | 19 april 1961              | Nederland – Mexico                         | 1 – 2                      | Vriendschappelijk          | 1                          |
| 37                         | 30 april 1961              | Nederland – Hongarije                      | 0 – 3                      | WK-kwalificatie            | 0                          |
| 38                         | 14 mei 1961                | Duitse Democratische Republiek – Nederland | 1 – 1                      | WK-kwalificatie            | 0                          |

## Erelijst
Valencia CF
- Copa de S.E. El Generalísimo: 1953/54

## Publicaties
- Jan Liber: Het voetbal-leven van Faas Wilkes. Amsterdam, De Arbeiderspers, 1962
- Leo Pagano: Vier pioniers van ons profvoetbal. [Over Kees Rijvers, Faas Wilkes, Arie de Vroet en Bertus de Harder]. Naarden, Arena, 1954
- Martin W. Duyzings: Faas Wilkes. Een voetbalcarrière. Baarn, De Boekerij, 1951
- Nino Wilkes Robert Heukels: "Faas Wilkes - De zoektocht van een kleinzoon" Utrecht, Kosmos Uitgevers, 2020